# Manilio
Marco Manilio (Marcus Manilius), poeta y astrólogo latino contemporáneo de Augusto y de Tiberio (ca. s. I d. C.). Probablemente nació en el norte de África.

## Biografía
Se desconocen los datos de su biografía. Compuso el poema más antiguo que se conoce sobre astrología y astronomía, Astronómicon o Astronomica, alrededor del año 10 d. C., que ha llegado a la actualidad bastante completo en cinco cantos o libros, el último incompleto. Es de inspiración estoica y de complicada edición a causa de la terminología técnica y la compleja trayectoria ecdótica de los manuscritos. Se dispone de una traducción al castellano (Madrid: Gredos, 1996).
Se deduce de su poema que vivió en tiempos de Augusto o Tiberio y que vivió en Roma o fue ciudadano romano. Richard Bentley suponía que era un asiático de expresión griega; F. Jacob sospechaba que era africano. Sea como fuere, su poema representa la cumbre en cuanto a didáctica astronómica se refiere.

## Obra
Manilio imita frecuentemente a Lucrecio; su métrica sin embargo es más correcta y presenta sus propias peculiaridades y personalidad. Julio Fírmico Materno muestra conocer la obra, aunque no la cita. El sistema astrológico de las doce casas aparece por primera vez en el poema de Manilio.
Comienza por hacer una reseña de las principales constelaciones, remontándose a sus orígenes y nombres mitológicos. Luego trata del principio del mundo, de las diversas opiniones de los filósofos sobre el particular, de los elementos y de la redondez o esfericidad de la tierra. Trata del cielo, de los astros, de los signos del zodiaco, de las constelaciones extrazodiacales y, finalmente, de la existencia de Dios, a quien denomina como universo. Refiere también las opiniones de los antiguos acerca del engrandecimiento y naturaleza de los cometas, y considera su aparición como un signo precursor de grandes calamidades. El segundo y tercer libro los llama Julio César Escalígero isagógicos, esto es, libros preparatorios y preliminares, porque no contienen más que definiciones sin sentar doctrinas ni teorías. En ellos Manilio habla del mucho influjo que ejercen, a su entender, los astros en los cuerpos terrestres; distingue los signos del zodiaco en masculinos, femeninos, diurnos, nocturnos, anfibios y otros por el mismo estilo, reproducidos mucho más tarde por Cornelio Agripa y Jerónimo Cardano. Habla también del signo de la fortuna, y del modo de encontrarlo para echar el horóscopo: estos dos libros están atestados, con preferencia a todos los demás, de astrología más que de astronomía. En el cuarto libro trata de la acción y del influjo muy directo que ejercen los astros sobre los destinos humanos. En el quinto habla de las inclinaciones que inspiran los astros a los mortales para dedicarse más bien a una profesión que a otra, y de la fuerza que ejercen en sus costumbres y caracteres; este libro es más curioso que los anteriores y contiene descripciones y episodios que, según afirman algunos críticos, son dignos de Virgilio.
Había dos manuscritos del Astronómicon en los siglos XI y XII, uno en el monasterio de Gembloux (Brabante), ahora en Bruselas, y otro que permanece en la biblioteca de Leipzig. El texto, desconocido para la Edad Media, fue redescubierto por Poggio Bracciolini durante uno de sus viajes, cuando tuvo que ir al Concilio de Constanza y estuvo allí en 1416 o 1417. La editio princeps del Astronómicon fue preparada por el astrónomo Regiomontanus usando manuscritos muy corruptos; la publicó en Núremberg alrededor de 1473. Una edición crítica del texto fue hecha por el humanista Joseph Justus Scaliger (París, 1579), y tuvo una segunda edición colacionada con más y mejores manuscritos en Leiden (1600). Una edición ya bastante aceptable fue la del gran filólogo Richard Bentley en 1739. La de A. E. Housman fue publicada en cinco volúmenes entre 1903 y 1930 y es considerada hasta hoy la mejor junto a la de G. P. Goold para la Loeb Classical Library (Harvard, 1977), que incluye una buena traducción al inglés y una importante introducción. El mismo Goold publicó en la colección Teubner (Leipzig, 1998) una nueva edición con mínimos cambios respecto de su versión anterior.

## Estructura del Astronomicon
La obra, que se divide en cinco libros, posee la siguiente estructura:
1. Libro primero. Dedicado a la astronomía con una descripción del Cosmos que comprende las hipótesis sobre su origen, las estrellas, los planetas, los círculos celestes y los cometas.
2. Libro segundo. Analiza las características de los signos del Zodiaco y las posibilidades de conjunción que ofrecen.
3. El tercero describen el modo de determinar el Horóscopo.
4. El cuarto analiza los signos zodiacales y su influjo sobre los cuerpos humanos mediante las llamadas influencias.
5. El quinto examina los signos extrazodiacales.

El último capítulo de esta obra concluye bruscamente, por lo que muchos estudiosos han pensado que se trata de una obra incompleta que el autor no pudo completar a causa de su muerte.

## Eponimia
- El cráter lunar Manilius lleva este nombre en su memoria.[2]
- El asteroide (12163) Manilius también conmemora su nombre.